# Karl Gebauer
Karl Gebauer (* 14. November 1931 in Wiesbaden; † 17. August 2002 in Dresden) war ein Agent der Spionageabwehr des Ministeriums für Staatssicherheit (MfS). Von 1975 bis 1985 spionierte er als Sicherheitsbeauftragter des Unternehmens IBM-Sondersysteme in Wilhelmshaven.

## Leben
Gebauer wuchs in Wiesbaden auf. Dort lernte er auch Buchbinder und Buchdrucker und wurde Mitglied der SPD.
Während seiner Tätigkeit als technischer Zeichner, Archivar und Sicherheitsbeauftragter im Geheimschutz bei dem Unternehmen IBM-Sondersysteme hatte er Einblick in die Entwicklung von elektronischen Systemen insbesondere für die Bundesmarine. 1975 kontaktierte er als Selbstanbieter in Ost-Berlin einen Vertreter der MfS-Spionageabwehr (Hauptabteilung II). Nach eigener Darstellung wollte er eine militärstrategische Parität zwischen NATO und Warschauer Pakt wahren.
Der inoffizielle Mitarbeiter mit dem Decknamen „Klaus Reuter“ wurde als Sondervorgang geführt, da Gebauer als Sicherheitsbeauftragter bei IBM Zugang zu allen Verschlusssachen sämtlicher Geheimhaltungsgrade hatte und über zahlreiche gute Kontakte zu den Nachrichtendiensten der Bundesrepublik verfügte. Dadurch erhielt er auch Kenntnis eines „Tenne“ genannten Projekts, welches die Planungen von Operationen der Marine-Streitkräfte der NATO-Verbündeten im Ostseeraum beinhaltete.
In den folgenden Jahren lieferte er der DDR-Staatssicherheit rund 35.000 Blatt Informationen. Im Jahr 1985 beendete Gebauer auf eigenen Wunsch, und vorab auch vereinbart, seine Tätigkeit für das MfS; dort wurde die Vorgangsakte geschlossen.
Gebauer hatte die Decknamen Drucker und Claus Reuter sowie die Registriernummer XV 2675/75. Er war von 1975 bis 1986 für die Hauptabteilung II des MfS erfasst. In dieser Zeit erhielt er jährlich rund 7.000 Deutsche Mark Agentenlohn. Sein Führungsoffizier war Wolfgang Mauersberger.

## Verurteilung und Haft
Im Mai 1992 wurde er, nach den Aussagen des ehemaligen Obersts des MfS Karl-Christoph Großmann, festgenommen und 1994 in einem nichtöffentlichen Verfahren vom Kammergericht Berlin wegen geheimdienstlicher Agententätigkeit bzw. Landesverrat zu zwölf Jahren Freiheitsstrafe verurteilt. Nach Einschätzungen des Gerichts führten die Informationen Gebauers an das MfS dazu, dass die NATO einen Seekrieg in der Ostsee verloren hätte. Gebauer gilt als einer der schwersten Verratsfälle der deutschen Nachkriegsgeschichte.
Am 15. Mai 1998 wurde er durch den damaligen Bundespräsidenten, Roman Herzog, wegen seines angeschlagenen Gesundheitszustandes und öffentlicher Intervention begnadigt und versuchte sich danach in seinen Memoiren als Doppelagent darzustellen, wonach er zeitgleich auch für den Bundesnachrichtendienst (BND), den Militärischen Abschirmdienst (MAD) und den Verfassungsschutz gearbeitet habe. Nach seiner Haftentlassung und bis zu seinem Tod lebte er in Dresden.

## Schriften
- Karl Gebauer: Doppelagent. Edition Ost, Berlin 1999, ISBN 978-3-932180-46-0.